# イ・ジュニョン
イ・ジュニョン（이 준영、1997年1月22日 - ）は、韓国の歌手、俳優。U-KISS、UNBの元メンバーである。グループでは『Jun』名義で活動し、ラップ、ボーカルを担当していた。

## 来歴
2014年5月15日、U-KISSの新メンバーとして加入したことが所属事務所のNHメディアから発表され、6月2日のアルバムリリースでデビューする。
2017年、ドラマ『甘くない女たち～付岩洞＜プアムドン＞の復讐者～』で俳優デビュー。
同年、アイドル再起オーディション番組「The Unit」に出演し、サバイバルを勝ち抜き1位を獲得。2018年4月7日、ファイナルステージで選ばれたメンバーとともにUNBとしてもデビューを果たす。
同年に出演したドラマ『別れが去った』での演技が評価され、MBC演技大賞で新人賞を受賞する。
2019年1月28日、UNBとしての活動が終了。
同年4月10日、日本で1stシングル『Phenomenal World』をリリースし、12月5日に韓国でも1stアルバム『GALLERY』をリリースし、ソロデビューを果たした。
2020年1月22日、日本で1stミニアルバム『22』をリリースし、さらにソロ活動を本格化させていく。
2021年6月、NHメディアとの契約が満了。11月、新芸能事務所「Jflex」を立ち上げ本格的に俳優の道に進む。
2022年1月29日、オンラインライブ「U-KISS ONLINE LIVE 2021〜Goodbye for now〜」を最後にU-KISSでの活動を終え、事実上脱退となった。
2023年3月27日、日本公式ファンクラブをオープンした。

## ディスコグラフィー
CD
日本
シングル
- 「Phenomenal World」(2019年4月10日)

アルバム
- 「22」（2020年1月22日）

韓国
アルバム
- 「Gallery」(2019年12月5日)

配信曲
- 「ABSTRACT」(2016年) SOLIDEMO佐々木和也・手島章斗とコラボ。
- 「Don’t Know Why’」(2017年)宮脇詩音とラッパーAKとのコラボ。
- 「because it's you」(2018年)自身が出演してたドラマ『別れが去った』のOST。
- 「Happiness」(2019年)シュネルのカバー曲
- 「Under Sunset（Male Version）」（2025）自身が出演したドラマ『恋するムービー』のOST。

## 出演

### ドラマ
- ふしぎの国の特別食事（ネイバーTVウェブドラマ、2017年）
- 付岩洞の復讐者たち（tvN、2017年）
- 別れが去った（MBC、2018年）
- 潜入弁護人 〜Class of Lies〜（OCN、2019年）
- 恋のプログラミング 〜ダメ男の見分け方〜（MBC Every1、2020年）
- イミテーション（KBS2、2021年） - クォン・リョク 役
- D.P. -脱走兵追跡官-（Netflix、2021年） - チョン・ヒョンミン 役
- 君の夜になってあげる（SBS、2021年-2022年） - ユン・テイン 役
- 百人力執事〜願い、かなえます〜（MBC、2022年）  - キム・テヒ 役
- マスクガール（Netflix、2023年）- チェ・プヨン 役
- 恋するムービー（Netflix、2025年）-ホン・シジュン 役
- おつかれさま（Netflix、2025年）- ヨンボム 役
- 弱いヒーロー Class2 (Netflix、2025年)  - クム・ソンジェ役

### 映画
- 悲しみより痛い（2016年）
- モラルセンス〜君はご主人様〜（2022年）
- 勇敢な市民（2023年） - ハン・スガン 役[16]
- TOKYOタクシー（2025年公開予定） - キム・ヨンギ 役[17]

### ミュージカル
- ON AIR ~夜間飛行~（2015年）
- RUN TO YOU ~Street Life~（2015年）